# Mathilde Mukantabana
Mathilde Mukantabana (n. Butare, Ruanda, 1958 - ) es la embajadora de la República de Ruanda en Estados Unidos desde 2013 y embajadora no residente en México, Brasil y Argentina.

## Biografía
Mathilde Mukantabana nació en Butare, Ruanda, en el grupo étnico tutsi. Su padre fue director de escuela primaria y un cafetalero, pero la familia se vio obligada a abandonar Ruanda en 1973 por el golpe de Estado de parte del ejército ruandés, y establecerse en Burundi. Ahí, estudió el bachillerato y emprendió la carrera en Historia y Geografía en la Universidad de Burundi.
Llegó a Sacramento, California en 1980 con su futuro esposo Kimenyi Alexandre (m. 2010), un profesor de lingüística de la Universidad Estatal de Sacramento, a quien conocía desde la infancia en Ruanda. Poco después, tuvo tres hijos: Gitego, Ndahiro y Saro, a quienes crio mientras estudiaba su maestría en Historia con enfoque en historia afroamericana. Asimismo, entró a un programa de trabajo social mientras Ruanda estaba en guerra, y ayudó a muchos refugiados durante la diáspora ruandesa, fue ahí donde se decidió por obtener un título en trabajo social; lo obtendría en 1994.
En 1994, cuando ocurrió el Genocidio de Ruanda, se enteró de que toda su familia, así como todos los tutsi, quienes vivieron ahí al menos desde el siglo XVI, fueron masacrados por el gobierno hutu del mismo país. A pesar del dolor, Mukantabana, quien en ese año era sumamente actica en la política, "nunca se permitió expresar sus sentimientos en público" y, en cambio, organizó a todos los ruandeses para difundir la cultura de su país.

## Trayectoria
- Mukantabana fue profesora de Historia en la Universidad Consumnes River en Sacramento, California de 1994 a 2013.

- Fundó varias asociaciones sin fines de lucro para enriquecer principalmente la cultura y la memoria entre Ruanda y Estados Unidos, como la Asociación de los Amigos de Ruanda (Friends of Rwanda Association) fundado en 1995, la cual ayuda a niños de Ruanda, huérfanos o sin hogar, a tener un desarrollo educativo y de salud de calidad.[6]

- En 1999 empezó el programa académico de Trabajo Social en la Universidad Nacional de Ruanda[3]

- Es un miembro activo de los Estudios sobre el Holocausto y Genocidio en la Universidad Estatal de Sonoma en California.

- Forma parte de la Asociación Internacional de Investigadores sobre el Genocidio (International Association of Genocide Scholars), fundada en 1994, y de la Organización de Líderes Africanos en Diáspora (Organization of African Leaders in Diaspora).

- En 2013, la embajadora fue una de las productoras ejecutivas del documental de Gilbert Ndahayo The Rwandan Night, el cual cuenta el genocidio de 1994 desde siete puntos de vista, tanto de supervivientes como de críticos.

## Premios
- Premio de la Paz y la Justicia del Centro para la Paz Africana y Resolución de conflictos (2012).
- Premio de la Paz Global de la Mayoría Global en nombre de los Amigos de la Asociación de Ruanda (2012).
- Premio Manzana de Cristal para el mejor instructor en el Consumnes River College (2012).